# Liga Premier de Bosnia y Herzegovina 2015-16
La temporada 2015-16, también conocido como BH Telecom Premijer Liga por motivos de patrocinio, es la decimosexta temporada de la Liga Premier de Bosnia y Herzegovina, la liga de fútbol de máxima división de Bosnia y Herzegovina, desde su creación en 2000 y la XIII como una liga en todo el país unificado. La liga comenzó el 25 de julio de 2015 y finalizó el 14 de mayo de 2016. El campeón fue el Zrinjski Mostar
La temporada 2015-16 verá el regreso de Rudar Prijedor y el recién llegado Mladost Doboj Kakanj a la máxima categoría, en lugar de Mladost Velika Obarska y Zvijezda.

## Ascensos y descensos
| Pos. | de Premijer Liga Bosnia y Herzegovina 2014/15 |
| ---- | --------------------------------------------- |
| 15.º | Mladost Velika Obarska                        |
| 16.º | Zvijezda Gradačac                             |

| Pos. | Ascendidos                                               |
| ---- | -------------------------------------------------------- |
| 1.º  | Rudar Prijedor (Liga República Srpska 2014-15)           |
| 1.º  | Mladost Doboj Kakanj (Liga Federación de Bosnia 2014-15) |

## Equipos participantes
| Club                 | Ciudad           | Estadio                       | Aforo  |
| -------------------- | ---------------- | ----------------------------- | ------ |
| Borac                | Banja Luka       | Gradski Stadion, Banja Luka   | 9,730  |
| Čelik Zenica         | Zenica           | Bilino Polje                  | 15,292 |
| Drina Zvornik        | Zvornik          | Gradski stadion, Zvornik      | 3,000  |
| Mladost Doboj-Kakanj | Kakanj           | Stadion Rudara                | 5,000  |
| Olimpik Sarajevo     | Sarajevo         | Stadion Otoka                 | 3,000  |
| Radnik Bijeljina     | Bijeljina        | Gradski stadion, Bijeljina    | 6,000  |
| Rudar Prijedor       | Prijedor         | Gradski stadion, Prijedor     | 6,000  |
| Sarajevo             | Sarajevo         | Asim Ferhatović Hase (Kosevo) | 35,630 |
| Slavija              | Istočno Sarajevo | SRC Slavija                   | 6,000  |
| Široki Brijeg        | Široki Brijeg    | Stadion Pecara                | 5,628  |
| Sloboda Tuzla        | Tuzla            | Stadion Tušanj                | 15,000 |
| Travnik              | Travnik          | Stadion Pirota                | 3,200  |
| Velež Mostar         | Mostar           | Stadion Vrapčići              | 5,294  |
| Vitez                | Vitez            | Gradski Stadion, Vitez2       | 3,000  |
| Željezničar          | Sarajevo         | Stadion Grbavica              | 16,100 |
| Zrinjski Mostar      | Mostar           | Bijeli Brijeg                 | 20,000 |

## Formato de competencia
Está compuesta por 16 equipos que juegan con el formato de todos contra todos en dos rondas, a ida y vuelta. Al término del campeonato, cada club habrá disputado 30 partidos.
Se juega bajo el reglamento FIFA con un sistema de puntuación de 3 puntos por victoria, 1 por empate y ninguno en caso de derrota.
El club con más puntos al término de la liga se proclamará campeón, y tiene derecho a disputar la Liga de Campeones de la UEFA, partiendo de la segunda ronda previa. El segundo y tercero jugarán la UEFA Europa League desde la primera ronda previa, al igual que el campeón de la Copa de Bosnia y Herzegovina.
Los últimos dos clasificados descienden directamente a la Primera Liga de la República Srpska o a la Primera Liga de la Federación de Bosnia y Herzegovina

## Tabla de posiciones
| Pos. | Equipo               | Pts. | PJ | G  | E  | P  | GF | GC | Dif. | Clasificación y descenso 2016-17      |
| ---- | -------------------- | ---- | -- | -- | -- | -- | -- | -- | ---- | ------------------------------------- |
| 1    | Zrinjski Mostar (C)  | 69   | 30 | 21 | 6  | 3  | 52 | 17 | +35  | Segunda ronda de la Liga de Campeones |
| 2    | Sloboda Tuzla        | 62   | 30 | 19 | 5  | 6  | 44 | 23 | +21  | Primera ronda de la Liga Europa       |
| 3    | Široki Brijeg        | 61   | 30 | 18 | 7  | 5  | 56 | 21 | +35  | Primera ronda de la Liga Europa       |
| 4    | Sarajevo             | 57   | 30 | 18 | 3  | 9  | 56 | 28 | +28  |                                       |
| 5    | Željezničar          | 55   | 30 | 16 | 7  | 7  | 36 | 20 | +16  |                                       |
| 6    | Cellik Zenica        | 46   | 30 | 12 | 10 | 8  | 35 | 28 | +7   |                                       |
| 7    | Radnik Bijeljina     | 45   | 30 | 13 | 6  | 11 | 25 | 35 | −10  | Primera ronda de la Liga Europa       |
| 8    | Olimpik Sarajevo     | 39   | 30 | 11 | 6  | 13 | 36 | 33 | +3   |                                       |
| 9    | Vitez                | 39   | 30 | 11 | 6  | 13 | 36 | 41 | −5   |                                       |
| 10   | Mladost Doboj Kakanj | 39   | 30 | 10 | 9  | 11 | 29 | 39 | −10  |                                       |
| 11   | Borac                | 36   | 30 | 10 | 6  | 14 | 27 | 33 | −6   | Descenso a Prva Liga RS 2016-17       |
| 12   | Slavija Sarajevo     | 35   | 30 | 8  | 11 | 11 | 25 | 37 | −12  | Descenso a Prva Liga RS 2016-17       |
| 13   | Travnik              | 29   | 30 | 8  | 5  | 17 | 36 | 47 | −11  | Descenso a Prva Liga FBiH 2016-17     |
| 14   | Rudar Prijedor       | 25   | 30 | 5  | 10 | 15 | 24 | 38 | −14  | Descenso a Prva Liga RS 2016-17       |
| 15   | Drina Zvornik        | 22   | 30 | 7  | 1  | 22 | 24 | 66 | −42  | Descenso a Prva Liga RS 2016-17       |
| 16   | Velež Mostar         | 9    | 30 | 1  | 6  | 23 | 10 | 55 | −45  | Descenso a Prva Liga FBiH 2016-17     |

Actualizado a los partidos jugados el 15 de mayo de 2016.
 Fuente: Soccerway
Notas:
1. ↑  Tras ganar la Copa de Bosnia y Herzegovina el Radnik Bijeljina recibe un cupo para la Primera ronda de la Liga Europea 2016-17.

## Resultados
| Local \ Visitante    | BOR | CEL | DRI | MLA | OLI | RAD | RUD | SAR | SIR | SLA | SLO | TRA | VEL | VIT | ZEL | ZRI |
| -------------------- | --- | --- | --- | --- | --- | --- | --- | --- | --- | --- | --- | --- | --- | --- | --- | --- |
| Borac                | —   | 1–1 | 3–0 | 1–1 | 0–1 | 0–1 | 1–2 | 0–1 | 0–2 | 2–1 | 0–0 | 2–1 | 2–1 | 2–2 | 1–0 | 2–1 |
| Cellik Zenica        | 0–0 | —   | 2–1 | 1–0 | 1–0 | 2–0 | 0–0 | 1–1 | 2–1 | 2–0 | 1–0 | 1–1 | 1–0 | 6–1 | 1–0 | 2–2 |
| Drina Zvornik        | 1–0 | 0–2 | —   | 0–2 | 0–3 | 1–0 | 4–1 | 1–3 | 0–3 | 1–1 | 1–2 | 1–0 | 1–2 | 0–2 | 0–2 | 0–1 |
| Mladost Doboj Kakanj | 1–2 | 1–0 | 4–2 | —   | 2–0 | 0–0 | 2–1 | 2–1 | 1–2 | 1–1 | 1–1 | 2–1 | 1–0 | 0–0 | 2–1 | 0–3 |
| Olimpik Sarajevo     | 3–0 | 1–1 | 4–0 | 0–0 | —   | 0–0 | 6–2 | 1–3 | 2–1 | 2–3 | 0–1 | 1–0 | 1–0 | 0–0 | 0–1 | 0–3 |
| Radnik Bijeljina     | 0–2 | 2–1 | 1–0 | 3–0 | 0–0 | —   | 2–0 | 0–3 | 0–1 | 2–1 | 0–1 | 2–0 | 0–0 | 1–0 | 0–0 | 0–1 |
| Rudar Prijedor       | 0–1 | 0–0 | 0–1 | 3–0 | 0–0 | 0–1 | —   | 1–1 | 0–1 | 2–2 | 0–1 | 2–1 | 4–0 | 1–1 | 1–0 | 0–1 |
| Sarajevo             | 2–0 | 2–1 | 6–1 | 2–1 | 1–3 | 2–1 | 2–0 | —   | 2–1 | 3–0 | 1–0 | 4–0 | 4–1 | 4–0 | 0–1 | 0–1 |
| Široki Brijeg        | 1–0 | 0–0 | 5–1 | 3–0 | 2–0 | 5–0 | 2–0 | 1–0 | —   | 4–0 | 0–0 | 2–2 | 1–0 | 5–1 | 1–1 | 3–4 |
| Slavija Sarajevo     | 3–0 | 2–1 | 1–0 | 1–1 | 1–0 | 2–1 | 0–0 | 1–0 | 0–0 | —   | 0–1 | 0–0 | 1–1 | 0–1 | 1–1 | 0–1 |
| Sloboda Tuzla        | 1–1 | 4–2 | 0–2 | 2–0 | 2–1 | 1–0 | 2–1 | 4–0 | 0–3 | 4–0 | —   | 2–0 | 2–0 | 2–1 | 0–1 | 2–1 |
| Travnik              | 0–2 | 3–2 | 4–2 | 1–2 | 2–1 | 1–3 | 0–0 | 1–0 | 1–2 | 0–0 | 2–3 | —   | 7–1 | 3–1 | 2–0 | 1–4 |
| Velež Mostar         | 1–1 | 0–0 | 0–1 | 0–0 | 1–2 | 0–2 | 0–0 | 0–3 | 0–3 | 0–3 | 1–2 | 0–1 | —   | 0–1 | 0–1 | 0–1 |
| Vitez                | 1–0 | 1–0 | 3–0 | 1–1 | 1–2 | 0–1 | 3–1 | 1–3 | 1–1 | 2–0 | 1–3 | 2–0 | 6–0 | —   | 0–1 | 1–0 |
| Željezničar          | 1–0 | 4–0 | 3–2 | 2–1 | 3–1 | 1–2 | 1–1 | 1–0 | 2–0 | 0–0 | 0–0 | 2–1 | 2–1 | 3–0 | —   | 0–0 |
| Zrinjski Mostar      | 1–0 | 0–0 | 5–0 | 4–0 | 2–0 | 0–0 | 2–1 | 2–2 | 0–0 | 4–0 | 2–1 | 1–0 | 1–0 | 1–0 | 2–1 | —   |

## Goleadores
Detalle con los máximos goleadores de la Premijer Liga, de acuerdo con los datos oficiales de la Federación de Fútbol de Bosnia y Herzegovina.
- Datos según la página oficial de la competición.

| Pos. | Jugador            | Club                 | Goles |
| ---- | ------------------ | -------------------- | ----- |
| 1.   | Leon Benko         | Sarajevo             | 18    |
| 2.   | Wagner Santos Lago | Široki Brijeg        | 12    |
| 3.   | Ivan Krstanović    | Široki Brijeg        | 11    |
| 3.   | Haris Dilaver      | Mladost Doboj Kakanj | 11    |
| 3.   | Jasmin Mešanović   | Zrinjski Mostar      | 11    |